# Аист (крылатая ракета)
«Аист» — высокоточная дозвуковая крылатая ракета (КР) оперативно-тактического назначения, новейшая разработка Государственного военно-промышленного комитета Республики Беларусь. Разработана в кооперации с украинскими и китайскими специалистами.

## Использование и применение
В качестве пусковой установки для КР «Аист» планируется использовать универсальную платформу РСЗО «Полонез» на колесных шасси МЗКТ-7930 «Астролог». Подобные машины активно эксплуатируются в качестве базы для различных систем вооружения, прежде всего российского производства. В частности, на четырёхосных шасси белорусского производства строятся российские оперативно-тактические ракетные комплексы «Искандер». Кроме того, на шасси МЗКТ базируется пакистанская пусковая установка КР Хатф-VII «Бабур».
На базовых шасси, по аналогии с «Полонезом», будут размещаться все необходимые агрегаты боевой и транспортно-заряжающей машины (ТЗМ). На каждой боевой машине планируется разместить две или три ракеты.

## Тактико-технические характеристики
КР «Аист» оснащена турбореактивным двигателем для дозвуковых крылатых ракет и беспилотных летательных аппаратов «МС-400, разработки украинской компании Мотор Сич». Этот же двигатель уже используется в китайской КР DF-10 (CJ-10) и пакистанской КР Хатф-VII «Бабур».

#### Тактико-технические характеристики МС-400
- максимальная тяга: 400 кгс;
- потребление топлива: не более чем 0.8 кг/кгс*ч;
- диаметр: 320 мм;
- длина (с удлинённым выхлопным трактом): 1100 мм;
- высота (включая элементы подвески): 455 мм;
- масса сухая: 85 кг.

#### Тактико-технические характеристики КР «Аист»
- стартовая масса: около 1500 кг;
- боевая нагрузка: 350 кг;
- длина: 6 м;
- диаметр: 0,57 м;
- размах крыла: 2,7 м;
- дальность: ~500 км;
- скорость полёта: до 900 км/ч.